# Dodie Marshall
Dodie Marshall, geboren als Dodie Smyth (* 22. Dezember 1934 in Belgrave, Cheshire, England), ist eine ehemalige englische Schauspielerin, die zwischen 1964 und 1967 für diverse Film- und Fernsehproduktionen vor der Kamera stand.

## Leben
Dodie Marshall wuchs in der US-amerikanischen Stadt Philadelphia auf. Später nahm sie Gesangs- und Schauspielunterricht in New York und hatte 1963 ein Engagement am Broadway. Anschließend ging sie nach Hollywood, wo sie 1964 in einer Episode der Serie Mein Onkel vom Mars erstmals vor der Kamera stand. Nach einigen Rollen in diversen Fernsehserien wurde sie 1966 aus über 200 Bewerberinnen ausgewählt, die Rolle der  Susan in dem Elvis-Presley-Film Sag niemals ja zu verkörpern. Weil die Produzenten offensichtlich mit ihrem Auftritt zufrieden waren, erhielt sie auch ein Angebot für den nächsten Elvis-Presley-Film Seemann, ahoi!. Doch danach hatte sie lediglich noch ein einziges Engagement in einer Episode der Serie Cowboy in Afrika.

## Filmografie
- 1964: Mein Onkel vom Mars (My Favorite Martian): Won’t You Come Home, Uncle Martin, Won’t You Come Home? (Episode 51)
- 1965: Solo für O.N.C.E.L. (The Man from U.N.C.L.E.): The Foxes and Hounds Affair
- 1966: The Smothers Brothers Show: The Hawaiian Caper
- 1966: Diese Pechvögel (The Rounders): The Scavenger Hunt
- 1966: Sag niemals ja (Spinout)
- 1967: Seemann, ahoi! (Easy Come, Easy Go)
- 1967: Cowboy in Afrika (Cowboy in Africa): Kifaru! Kifaru!